# Benjamin Walker (színművész)
Benjamin Walker Scodelario-Davis (Cartersville, 1982. június 21. –) amerikai színész.
Ismert filmes alakítása volt címszereplőként az Abraham Lincoln, a vámpírvadász (2012) című horrorfilmes adaptációban, de feltűnt a Kinsey (2004), A dicsőség zászlaja (2006) és a Válaszúton (2016) című filmekben is. 
2019-ben Erik Geldent formálta meg a Marvel-moziuniverzum Jessica Jones című Netflix-sorozatában.

## Filmográfia

### Film
| Év   | Magyar cím                      | Eredeti cím                     | Szerep                  | Magyar hang            |
| ---- | ------------------------------- | ------------------------------- | ----------------------- | ---------------------- |
| 2004 | Kinsey                          | Kinsey                          | Alfred Kinsey 19 évesen | Hamvas Dániel          |
| 2005 |                                 | The Notorious Bettie Page       | Jim                     |                        |
| 2006 |                                 | Unconscious                     | John Stradlater         |                        |
| 2006 | A dicsőség zászlaja             | Flags of Our Fathers            | Harlon Block            | Fekete Ernő            |
| 2007 |                                 | Wasted NYC (rövidfilm)          | Billy                   |                        |
| 2007 |                                 | All Saints Day (rövidfilm)      | Matthew                 |                        |
| 2009 |                                 | The War Boys                    | David                   |                        |
| 2010 | Az edző                         | Coach                           | Andy                    |                        |
| 2011 |                                 | Wolfe with an E                 | lemezbolti eladó        |                        |
| 2012 | Abraham Lincoln, a vámpírvadász | Abraham Lincoln: Vampire Hunter | Abraham Lincoln         | Nagy Ervin             |
| 2015 | A tenger szívében               | In the Heart of the Sea         | George Pollard, Jr.     | Dányi Krisztián        |
| 2016 | Válaszúton                      | The Choice                      | Travis Shaw             | Fehér Tibor            |
| 2017 |                                 | Shimmer Lake                    | Zeke Sikes              |                        |
| 2019 |                                 | Love Is Blind                   | Farmer Smithson         |                        |
| 2021 | Jeges pokol                     | The Ice Road                    | Varnay                  | Szatory Dávid          |
| 2022 | A sellő és a Napkirály          | The King's Daughter             | Yves De La Croix        | Horváth-Töreki Gergely |
| 2024 | Szeptember 5.                   | September 5                     | Peter Jennings          |                        |

### Televízió
| Év        | Magyar cím                              | Eredeti cím                               | Szerep                                 | Megjegyzések                                              |
| --------- | --------------------------------------- | ----------------------------------------- | -------------------------------------- | --------------------------------------------------------- |
| 2006      | Agy-kontroll                            | 3 lbs                                     | Nick Ross                              | 1 epizód                                                  |
| 2010      |                                         | Westward!                                 | Jesse Boone                            | tévéfilm                                                  |
| 2013      |                                         | The Missionary                            | Roy                                    | tévéfilm                                                  |
| 2013      | Muhammad Ali a Legfelsőbb Bíróság ellen | Muhammad Ali's Greatest Fight             | Kevin Connolly                         | - tévéfilm - magyar hangja: - Fehér Tibor                 |
| 2019      | Hitszegők                               | Traitors                                  | Jimmy Derby                            | 2 epizód                                                  |
| 2019      | Jessica Jones                           | Jessica Jones                             | Erik Gelden                            | 10 epizód                                                 |
| 2021      | A föld alatti vasút                     | The Underground Railroad                  | Terrance Randall                       | 2 epizód                                                  |
| 2022–2024 | A Gyűrűk Ura: A hatalom gyűrűi          | The Lord of the Rings: The Rings of Power | Gil-galad nagykirály / Damrod (hangja) | - 10 epizód - Gil-galad magyar hangja: - Minárovits Péter |

## Fordítás
- Ez a szócikk részben vagy egészben  a   Benjamin Walker (actor) című angol Wikipédia-szócikk ezen változatának fordításán alapul.  Az eredeti cikk szerkesztőit annak laptörténete sorolja fel. Ez a jelzés csupán a megfogalmazás eredetét és a szerzői jogokat jelzi, nem szolgál a cikkben szereplő információk forrásmegjelöléseként.